# Elaine Thomson
Elaine Thomson (* 1957 in Inverness) ist eine schottische Politikerin und Mitglied der Labour Party. Sie besuchte die Aberdeen High School for Girls, studierte dann reine Wissenschaften an der Universität Aberdeen und schloss als Bachelor ab. Anschließend war sie in der petrochemischen Industrie tätig.

## Politischer Werdegang
1994 stellte sich Thomson zur Wahl für den Regionalrat von Grampian, wurde jedoch nicht gewählt. Auch einen Sitz im Stadtrat von Aberdeen, für den sie 1995 kandidierte, verpasste sie. Bei den ersten Schottischen Parlamentswahlen im Jahre 1999 trat Thomson erstmals zu nationalen Wahlen an. In ihrem Wahlkreis Aberdeen North erhielt sie den größten Stimmenanteil und zog in der Folge in das neugeschaffene Schottische Parlament ein. Bei den Parlamentswahlen 2003 verlor Thomson ihr Mandat an den SNP-Politiker Brian Adam und schied aus dem Parlament aus. Bei den Parlamentswahlen 2007 versuchte sie das Direktmandat zurückzugewinnen, scheiterte jedoch. Zu den Parlamentswahlen 2011 trat sie nicht mehr an.